# Лиханов, Игорь Дмитриевич
Игорь Дмитриевич Лиханов (18 марта 1953, рудник Ангатуй, Читинская область, — 21 февраля 2021, Чита, Россия) — российский политический и государственный деятель, председатель Законодательного собрания Забайкальского края (с апреля 2016).

## Биография
Игорь Лиханов родился на руднике Ангатуй Ононского района Читинской области 18 марта 1953 года в семье геолога-разведчика и врача-педиатра.
Имеет два высших образования, окончив Читинский государственный медицинский институт в 1976 году, получил квалификацию «Врач-хирург», и завершив обучение в 2007 году в Дальневосточной академии государственной службы, получил квалификацию «менеджер».
Начал свою трудовую деятельность в 1976 году. Работал врачом-хирургом в отделении грудной хирургии областной клинической больницы. С 1987 по 1994 годы работал на должности заместителя главного врача по хирургии Областной клинической больницы в городе Чите.
В 1994 году назначен на должность главного врача государственного учреждения здравоохранения «Областная клиническая больница».
С 2009 по 2013 годы работал главным врачом государственного учреждения здравоохранения «Краевая клиническая больница».
В 2004 году был избран депутатом Читинской областной Думы четвёртого созыва. В 2008 году избран депутатом Законодательного Собрания Забайкальского края первого созыва.
В сентябре 2013 года вновь делегирован в качестве депутата в Законодательное Собрание Забайкальского края. Назначен на освобождённую должность председателя комитета по социальной политике. В апреле 2016 года избран председателем Собрания.
На выборах депутатов Законодательного Собрания Забайкальского края III созыва по Октябрьскому одномандатному избирательному округу № 1 одерживает победу и вновь становится парламентарием. На первом заседании избирается на должность председателя Собрания.
С 2004 года являлся членом политической партии «Единая Россия», с 2017 года руководил общественной приёмной председателя партии Д. А. Медведева.
Был женат, воспитал сына Дмитрия (бизнесмен, аренда и управление недвижимостью) и дочь Ирину (преподаватель Санкт-Петербургской юридической Академии).

## Смерть
Лиханов умер 21 февраля 2021 года в Чите от неуточнённой продолжительной болезни.

## Награды и звания
Награждён:
- благодарностью Председателя Совета Федерации Федерального Собрания Российской Федерации;
- медалью Законодательного Собрания Забайкальского края "Знак Почета",
- медалью "За заслуги перед городом",
- нагрудным знаком "Отличник здравоохранения",
- медалью "За заслуги в отечественном здравоохранении",
- почетной грамотой Законодательного Собрания Забайкальского края.
- Заслуженный врач Российской Федерации.